# پل پوتی
پل پوتی (به معنی پل کوچک) (به فرانسوی:Petit Pont) پلی است که بر روی رودخانه سن در پاریس، در سال ۱۸۵۳ ساخته شد. اگرچه از زمان باستان تاکنون نیز، سازه ای از این رودخانه در این نقطه عبور کرده‌است. پل فعلی یک پل تک قوس سنگی است که چهارمین منطقه شهر پاریس و ایل دو لا سیته را با پنجمین منطقه شهر، بین اسکله مونتبلو (به فرانسوی: quai de Montebello) و اسکله سن میشل (به فرانسوی:quai Saint-Michel)، ارتباط می‌دهد. مطلب قابل توجه در مورد پل پوتی این است که حداقل سیزده بار از زمان آغاز بهره‌برداری از آن در زمان گالو-روم (به فرانسوی:Gallo-Roman)تا اواسط قرن نوزدهم تخریب شده‌است. دسترسی به این پل از طریق ایستگاه مترو سن میشل (به فرانسوی: Saint-Michel)امکان‌پذیر است.

## تاریخچه

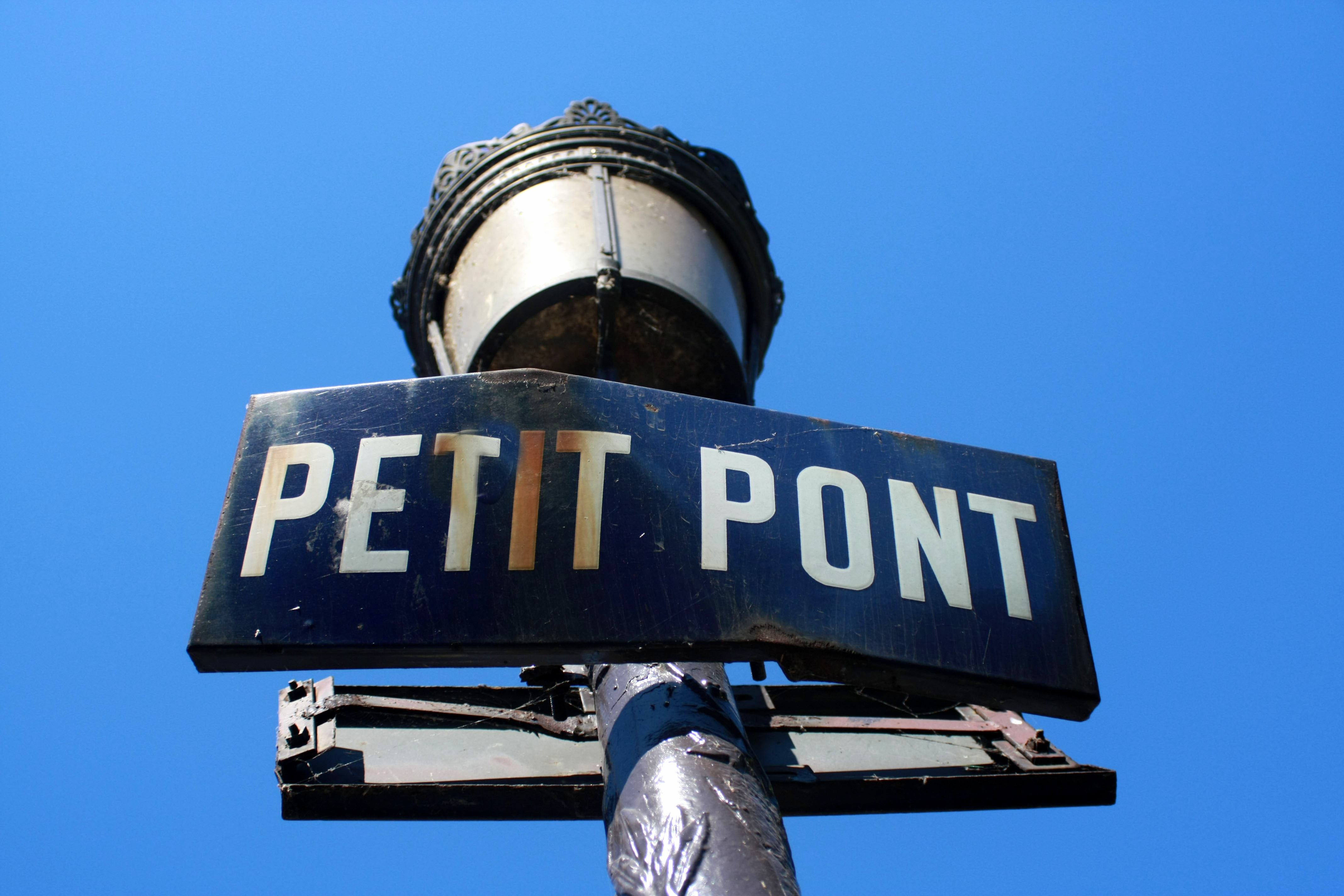
علامت پل پوتی

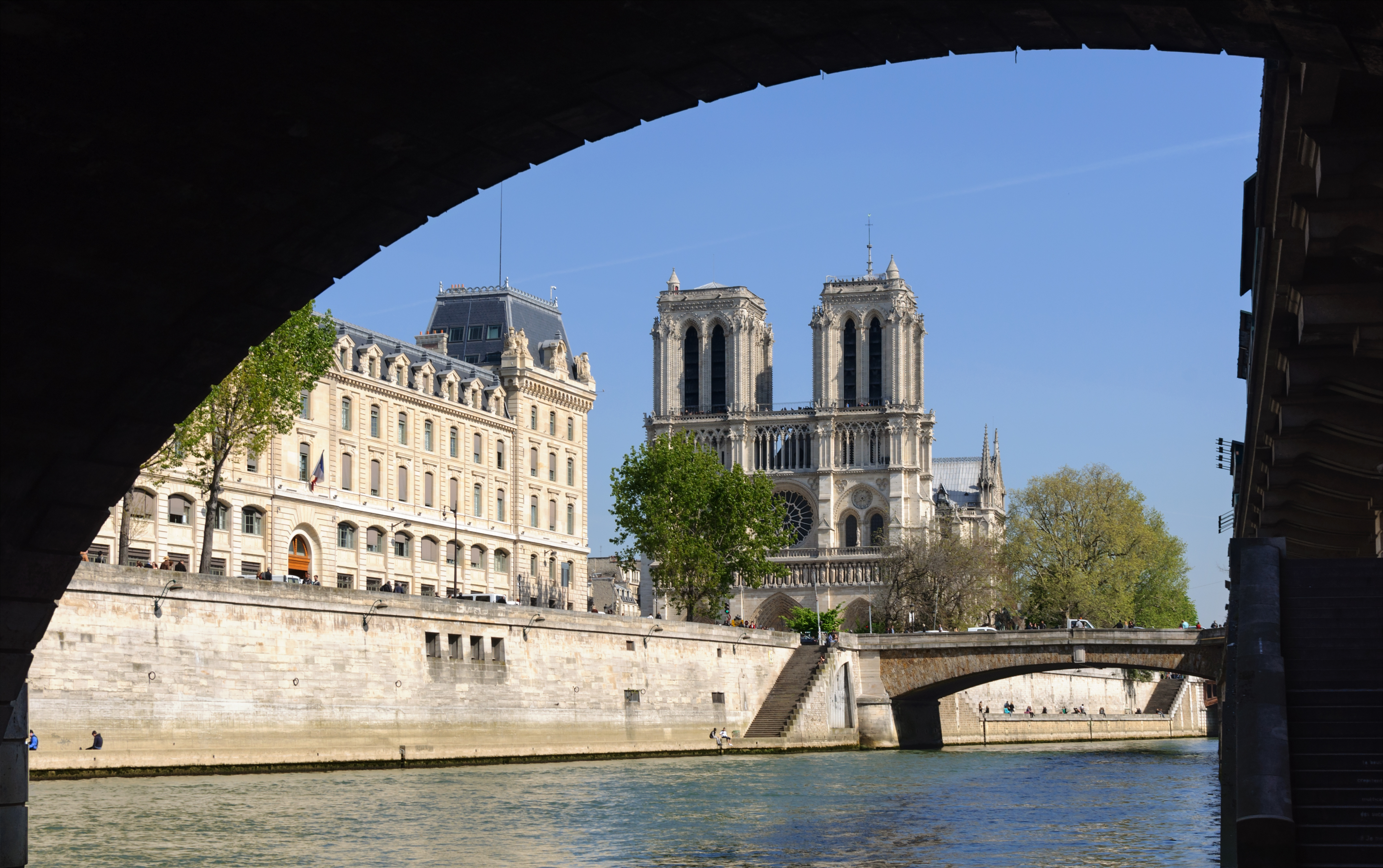
نوتردام در پاریس و پل پوتی از زیر پل سن میشل

پل پوتی که ایل دولاسیته را به ساحل جنوبی رود سن وصل می‌کند، از زمان خیلی قدیم در این نقطه وجود داشته‌است. در زمان پیشینیان رومی پاریس، لوتیشا پاریزیوروم (به انگلیسی: Lutetia Parisiorum)، پلی ساخته شد تا از کم عمقی مناسب رودخانه سن، برای دسترسی ایل دولاسیته امروز استفاده شود. این سازه که اغلب قربانی سیلاب است بارها و بارها بازسازی شده‌است. اولین سیل شناخته شده در سال ۸۸۵ ه این پل را تخریب کرد. متعاقباً این پل حداقل سیزده بار بین سالهای ۸۸۵ تا ۱۶۵۸ و حداقل یازده بار قبل از ساختن آن در سنگ، توسط سیل‌های پیاپی کنده شد. در سال ۱۱۷۵، به دنبال سیل دیگری، اسقف پاریس موریس دو سولی (به فرانسوی: Maurice de Sully)حمایت خود را برای بازسازی جدید، این بار با سنگ، انجام داد. علاوه بر این، پس از اینکه سیل مجدداً سازه را در سال ۱۳۹۳ تخریب کرد، ساخت پل سنگی دیگری در این محل، با پرداخت ۹۵۰۰ لیور به یهودیان مقیم پاریس، تأمین شد.
این پل که در زمان سلطنت چارلز ششم بازسازی شده بود از سه طاق قوسی تشکیل شده بود و از سال ۱۳۹۸ تا ۱۴۰۸ مورد استفاده بود، تا اینکه به دلیل ریزش کنار رودخانه کج شده و در سال ۱۴۰۹ دوباره بازسازی آن آغاز شد. به دلیل دشواری دستیابی به بودجه، بازسازی پل تا سال ۱۴۱۶ به پایان نرسید. پس از اتمام، خانه‌هایی در بالای پل ساخته شد که بسیاری بعداً توسط معمار ایتالیایی، جیووانی جیوکوندوFra friar) (Giovanni Giocondo))، ساخته شد. وی در پل نوتردام نیز (به فرانسوی: Pont Notre-Dame)کار می‌کرد و بین سالهای ۱۴۹۶ تا ۱۴۹۹ در خدمت پادشاه فرانسه بود. مجدداً، سرریز رودخانه باعث فرو ریختن پل پتی در سالهای ۱۶۴۹، ۱۶۵۱، ۱۶۵۸ و ۱۶۵۹ شد. کتیبه ۱۶۵۹سنگ نوشته خطی بود که جزئیات هزینه بالای خرابی‌های مکرر این پل را برای شهر نشان می‌داد.
در سال ۱۷۱۸، دو قایق پر از یونجه سعی کردند از زیر پل پوتی عبور کنند. در آن زمان، سازه پل سازه سنگی سخت بود اما قوس‌های سنگی بزرگ بر روی شمع‌های چوبی متکی بودند. در یک شب ماه آوریل، زنی که فرزند خود را به دلیل غرق شدن در رود سن از دست داده بود آن روز صبح در جستجوی جسد با قایق بیرون آمد. برای روشن کردن منطقه، او از یک مشعل چوبی استفاده می‌کرد. قایق او با یک قایق پر از یونجه برخورد کرد، یونجه آتش گرفت و قایق به زیر پل پوتی شناور شد و آن را آتش زد. این پل در سال ۱۷۱۹ توسط یک پل دیگر جایگزین شد، درحالی که هیچ خانه ای نیز روی آن وجود ندارد.
در پل پوتی امروزه، که توسط معمار الکساندر میشال طراحی شده و توسط ارنست گاریل ساخته شده‌است و در سال ۱۸۵۲ آغاز شده است، سه قوس به یک کاهش یافته‌است و در نتیجه فضای بیشتری ما بین سطح آب وزیر طاق قوسی پل تأمین شده‌است. این پل جدید در سال ۱۸۵۳ برای ترافیک افتتاح شد.

## مشخصات
- نوع: پل قوسی
- ساخت: ۱۸۵۲
- افتتاح: ۱۸۵۳
- معمار: میشال
- سازنده: گاریل
- مصالح: سنگ
- طول: ۳۲ متر (۱۰۵ فوت)
- عرض قابل استفاده: ۲۰ متر (۶۶ فوت) , ۱۲ متر (۳۹ فوت) برای وسایل نقلیه و ۴ متر (۱۳ فوت) برای هر پیاده‌رو

## موقعیت
| متروی پاریس | Located near the Métro station: Saint-Michel. |

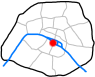
موقعیت پل در روی رود سن

واقع در نزدیکی ایستگاه مترو: سن میشل.
پل پوتی به‌طور مرکزی در مناطق ۴ و ۵ شهر پاریس واقع شده‌است و ایل دولاسیته، یکی از دو جزیره طبیعی در رود سن واقع در محدوده شهر را، به رایو گوش (به فرانسوی: Rive Gauche)، به معنای ساحل سمت چپ، متصل می‌کند.